# Бетти Комден
Бася Коэн (англ. Basya Cohen; 3 мая 1917, Бруклин, Нью-Йорк — 23 ноября 2006[…], Нью-Йорк, Нью-Йорк), больше известна как Бетти Комден (англ. Betty Comden) — американская актриса, поэтесса-песенник, либреттист, сценарист. Была частью музыкально-комедийного дуэта Комден и Грин, который предоставлял тексты песен, либретто и сценарии для успешных голливудских мюзиклов и бродвейских шоу середины XX века. Её творческое партнёрство с Адольфом Грином, названное «самым продолжительным творческим партнёрством в истории театра», длилось шесть десятилетий, в течение которых они сотрудничали с другими ведущими деятелями индустрии развлечений, такими как Артур Фрид, Жюль Стайн и Леонард Бернстайн. Многократная номинантка премий «Оскар», «Тони», «Грэмми» и других.